# چمیرنگکی

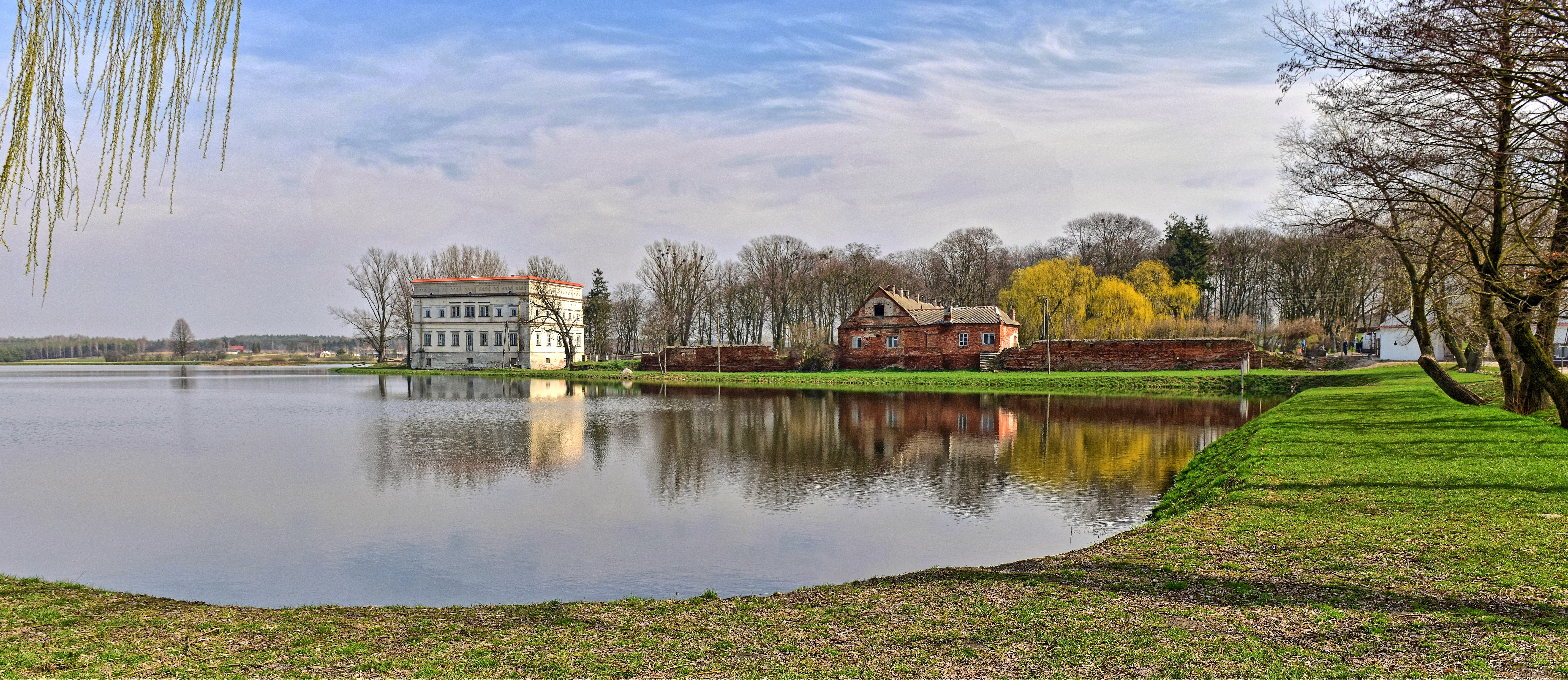
منطقه مسکونی در لهستان

چمیرنگکی (به لهستانی:  Czemierniki) یک روستا در لهستان است که در گمینا چمیرنگکی واقع شده‌است. چمیرنگکی ۳٬۷۰۰ نفر جمعیت دارد و ۱۴۴ متر بالاتر از سطح دریا واقع شده‌است.